# جايسون رايت وينغيت
جايسون رايت وينغيت (بالإنجليزية: Jason Wright Wingate)‏ هو ملحن أمريكي، ولد في 12 ديسمبر 1971.

## وصلات خارجية
- الموقع الرسمي